# Керимов, Аслан Самед оглы
Асла́н Саме́д оглы́ Кери́мов (азерб. Aslan Səməd oğlu Kərimov; 1 января 1973, Баку, Азербайджанская ССР, СССР) — советский и азербайджанский футболист, полузащитник. По завершении карьеры работает тренером. Вошёл в историю азербайджанского футбола, как футболист, сыгравший больше всего матчей за национальную сборную страны.

## Биография
В футбол начал играть в возрасте 13 лет в бакинском спортивном обществе «Спартак». Первый тренер — Шамил Гейдаров. Первый клуб — «Иншаатчи» (Шемаха). В 1992—1997 играл за «Карабах» (Агдам). В сезоне 1997/98 играл в «Нефтчи» (Баку). В 1-й половине сезона 1998/99 — в «Кяпазе».
Играл в клубах азербайджанской премьер-лиги «АНС Пивани», «Шамкир».
С начала сезона 1999 года играл за российский клуб «Балтика» (Калининград), однако провёл только 5 игр и в мае того же года покинул клуб.
В 2003 перешёл в «Карабах» (Агдам). Был капитаном команды. В 2011 перешёл в «Сумгаит», где должен был стать играющим тренером, однако за новый клуб не провел ни одного матча.
29 ноября 2011 года символическим ударом по мячу перед началом матча 1/8 финала Кубка Азербайджана по футболу «Сумгайыт Шехер» — «Карабах» завершил карьеру.
Тренерскую карьеру начал в клубе «Сумгайыт Шехер», одновременно работая помощником главного тренера в юношеской сборной (U-15). В июне 2012 по решению руководства покинул сумгаитский клуб.
Из европейских футбольных команд болеет за сборную Португалии

## Сборная Азербайджана
Защищал цвета молодёжной (U-21) и юношеских (U-16 и U-17) сборных Азербайджана.
Дебютная игра в составе сборной Азербайджана состоялась 12 октября 1994 года в Варшаве, во время отборочного матча чемпионата Европы 1996 года со сборной Польши. Долгое время был капитаном национальной сборной. Единственный гол в составе сборной забил в товарищеском матче против сборной ОАЭ в 2003 году.
13 октября 2007 года Аслан Керимов был удалён с поля за удар Криштиану Роналду локтем на 27 минуте отборочного матча чемпионата Европы 2008 года между командами Азербайджана и Португалии. Эта игра стала последним официальным матчем Керимова в турнирах УЕФА. Вскоре он заявил о прекращении выступлений за сборную.

## Достижения

### Чемпионат
- Чемпион Азербайджана: 1993 («Карабах»), 1998/99 («Кяпаз»), 2000/01, 2001/02 («Шамкир»)
- Серебряный призёр чемпионата Азербайджана: 1993/94, 1996/97 («Карабах»)
- Бронзовый призёр чемпионата Азербайджана: 2003/04, 2009/10, 2010/11 («Карабах»)

### Кубок
Обладатель Кубка Азербайджана: 1993, 2006, 2009 («Карабах»)

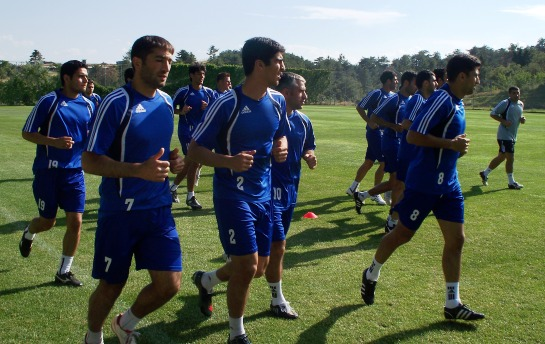
Аслан Керимов (№ 8) во время уч.-трен. сборов команды «Карабах» Агдам в Турции. 27 июня 2009 года)

- В результате опроса, проведённого газетой «Сехер» (с азерб. — «Утро»), Аслан Керимов был избран лучшим защитником чемпионата Азербайджана сезона 1993/1994[источник не указан 2363 дня]